# Симон Дракул
Симон Дракул (Лазаропоље, 24. септембар 1930 – Скопље, 11. јануар 1999) је био македонски писац, историчар, преводилац, сценариста, драматург.

## Биографија
Рођен је 24. септембар 1930. године у Лазаропољу. Умро је Скопљу 11. јануара 1999. године. Средњу школу завршио је у Охриду и Скопљу. Дипломирао је на филолошком Факултету у Скопљу. Доктор филозофских наука. Радио је у новинама "Млади борац" и "Нова Македонија", био је уредник издавачке куће "Кочо Рацин", као и директор Македонског народног театра. Био је научни саветник у Институту за националну историју Македоније. Био је председник ДПМ. Члан ДПМ од 1953. године.

## Филмографија
- До победе и даље (1966)